# Калимеро
Калимеро (カリメロ Karimero) је италијанска-јапанска анимирана серија чији је главни лик шармантно и несрећно црно пиле, једино у породици жутих пилића. Карактеристично је да носи на глави половину љуске јајета из ког се излегао и да стално виче „Неправда!“.

## Ликови
- Калимеро - главни јунак цртане серије.
- Присила - Калимерова девојка, стидљив и разуман лик.
- Валеријано - зелена птица опседнута снимањем филмова.
- Сузи - богата паткица.
- Пјеро - Сузин дечко, још једна богата зелена паткица.
- Розела - Валеријанова девојка, још један стидљив лик.